# ジュテーム (宝塚歌劇)
『ジュテーム』（フランス語 Je T'aime）は1984年2月10日から3月21日に宝塚大劇場、同年6月3日から6月27日に東京宝塚劇場で上演された宝塚歌劇団のレビュー作品。形式名は「ミュージカル・レビュー」、24場。
併演作品は『琥珀色の雨にぬれて』。

## 概要
- 題名はフランス語で「私はあなたを愛している」の意味。このレビューは宝塚歌劇団創立70周年記念に歌劇団所属の演出家、岡田敬二が日本のレビューのあり方を模索しながら制作、上演された作品で、ここから「ロマンチック・レビューシリーズ」が始まる。但し、「ロマンチック・レビュー」の名称が定着するのは、1994年の星組で上演された『ラ・カンタータ!』からである。
- 上演したのは花組で、当時トップスターであった高汐巴をはじめ若葉ひろみ、大浦みずき（2009年死去）らが出演。
- 中でも「花占い」（1998年、宙組公演の『シトラスの風』、2000年、ベルリン公演『サンライズ・タカラヅカ』で再現）やラフマニノフのピアノ曲を使用した「初恋」が名場面となった。若葉ひろみ休演時は、｢花占い｣の代役を詩季なな帆、｢初恋｣の代役をひびき美都が務めた。
- 当時高校生だった和央ようかは、友人とこの作品を観劇したことがきっかけで宝塚歌劇を志した[4]。

## 場面
第一章　オープニング
- 音楽：吉崎憲治
- 振付：岡正躬

"JE T'AIME"の電飾の前でエトワールが歌う。次いで、スター達が主題歌を歌いながら銀橋を渡る。
- トリオエトワール：美野真奈、麻里光、潮あかり
- プチエトワール：青柳有紀、秋篠美帆
- ジュテーム男：高汐巴、大浦みずき
- ジュテームの歌手：若葉ひろみ
- 踊る男S：但馬久美、宝純子

第二章　女性たちを責めないで
- 音楽：吉崎憲治
- 振付：岡正躬

二人のスターが女性について語る。
- 歌う青年：高汐巴、大浦みずき

第三章　花占い
- 音楽：吉崎憲治
- 振付：司このみ

一輪のマーガレットで少女が花占いをする。
- 花占いの少女：若葉ひろみ
- デージー：瀬川佳英、梓のぼる、翼悠貴、ひびき美都、幸和希、御織ゆみ乃、秋篠美帆、安寿ミラ、三矢直生、友麻夏希、他

第四章　恋する男達
- 音楽：吉崎憲治
- 振付：喜多弘

ロマンチックな衣装を着た男たちやゴージャスな衣装を着た女たちが歌う。最後に豪華絢爛の舞台でレビューの歌手が歌いあげる。
- ジザベルの歌手S：高汐巴
- ジザベルの歌手：大浦みずき、但馬久美、宝純子、なかいおり、朝香じゅん、瀬川佳英、翼悠希
- 踊るGiGi：高汐巴
- 歌うGiGi：美野真奈
- GiGiゴージャス：若葉ひろみ、真桐彩、麻里光、詩季なな帆、ひびき美都
- パラディスコの男S：大浦みずき
- パラディスコの歌手：安寿ミラ、伊織なつ耶、三矢直生、真矢みき
- ヴィーブ：高汐巴

第五章　初恋
- 音楽：吉崎憲治
- 振付：司このみ

ラフマニノフのピアノコンチェルトが流れるサロンでロシアの貴族たちが談笑している。ピアノの傍にたたずむ美しい女性のジナイーダに少年のミハエルは釘付けになる。しかし、ジナイーダが恋しているのは、ミハエルの父・ルドルフであった。少年の初恋は無残にも打ち砕かれる。
- ミハエル：大浦みずき
- ジナイーダ：若葉ひろみ
- ルドルフ：但馬久美

第六章　ガール・ハンティング
- 音楽：高橋城
- 振付：家城比呂志

都会はジャングルのようである。次々と女の子をナンパして成功みせると男はいきまく。
- ガールハンター：高汐巴
- 極楽鳥S：麻光光
- 踊るジャガーS：真桐彩
- 歌うレオパードの男：朝香じゅん
- 踊るレオパードの男：宝純子
- 歌うパロット：美野真奈、潮あかり
- スネーク（歌手）：大浦みずき
- スネーク：但馬久美
- ファイアーバード：真汐ちなみ
- 歌うダンディー：高汐巴

第七章　フィナーレ
- 音楽：高橋城、吉崎憲治
- 振付：岡正躬

一組の男女の歌に合わせて三組の男女が踊る。やがて、パレードになる。
- 歌うデュエットの男：宝純子
- 歌うデュエットの女：麻里光
- 踊るデュエットの男：なかいおり、真汐ちなみ、磯野千尋
- 踊るデュエットの女：真桐彩、詩季なな帆、御織ゆみ乃
- ジュテームの男S・フィナーレの歌手：高汐巴
- フィナーレの男S：大浦みずき
- フィナーレの女S：若葉ひろみ

## 出演者（一部、配役も含む）
- 歌手、青年、ガールハンター - 高汐巴[1]
- 歌手、踊る男、初恋の少年 - 大浦みずき[1]
- 歌手、花占いの少女 - 若葉ひろみ[1]

- 踊る男、歌手、スネーク - 但馬久美[1]
- 踊る男、歌うデュエットの男 - 宝純子[1]
- 歌手、踊る男 - 朝香じゅん[1]
- 歌手 - 瀬川佳英[1]
- プチエトワール - 秋篠美帆[1]
- 安寿ミラ
- 真矢みき

他、宝塚歌劇団花組生徒。

## スタッフ
※氏名の後ろに「宝塚」、「東京」の文字がなければ両公演共通。
- 作・演出：岡田敬二[7]
- 作曲・編曲：吉崎憲治[1]、高橋城[1]
- 編曲・合唱指導：橋本和明[1]
- 音楽指揮：岡田良機（宝塚）[1]、北沢達雄（東京）[2]
- 振付[1]：喜多弘、岡正躬、司このみ、家城比呂志
- 衣装：任田幾英[1]
- ヘア・デザイン：和田好弘[1]
- 照明：今井直次[1]
- 小道具：万波一重[1]
- 効果：川ノ上智洋[1]
- 録音：松永浩志[1]
- 演出助手[1]：小池修一郎、石田昌也
- 製作：横山美次（東京）[2]
- 制作：田中拓助[1]
- 制作・著作：宝塚歌劇団